# Georges Marchal (pasteur)
Pour les articles homonymes, voir Georges Marchal et Marchal.
Georges Marchal, né le 23 février 1905 à Paris et mort le 10 février 1982 dans cette même ville, est un pasteur protestant de l'Église réformée de France.

## Biographie
De 1931 à 1974, il est pasteur auprès de la communauté du temple protestant du Foyer de l'Âme, à Paris. Il est théologien, et président du Comité de rédaction du journal Évangile et Liberté de 1949 à 1979,. 

## Publications
- Essais sur le fait religieux, Berger-Levrault & Cie 1954
- « Noël dans la pensée libérale », no 172, Évangile et Liberté
- Kierkegaard et le protestantisme
- « Signes et visages », La Cause